# Skip (curling)
En el deporte del curling, el skip es el capitán de un equipo. El skip determina la estrategia y sostiene la escoba en la casa (área objetivo) para indicar hacia dónde un compañero de equipo en el otro extremo de la hoja de curling (área de juego) debe apuntar la piedra. El skip suele lanzar las dos últimas piedras en la cuarta posición, pero puede jugar en cualquier otra posición.
A veces se utiliza "patrón"; también se puede abreviar como "S".
Es convencional identificar a un equipo por el nombre del skip.

## Responsabilidades

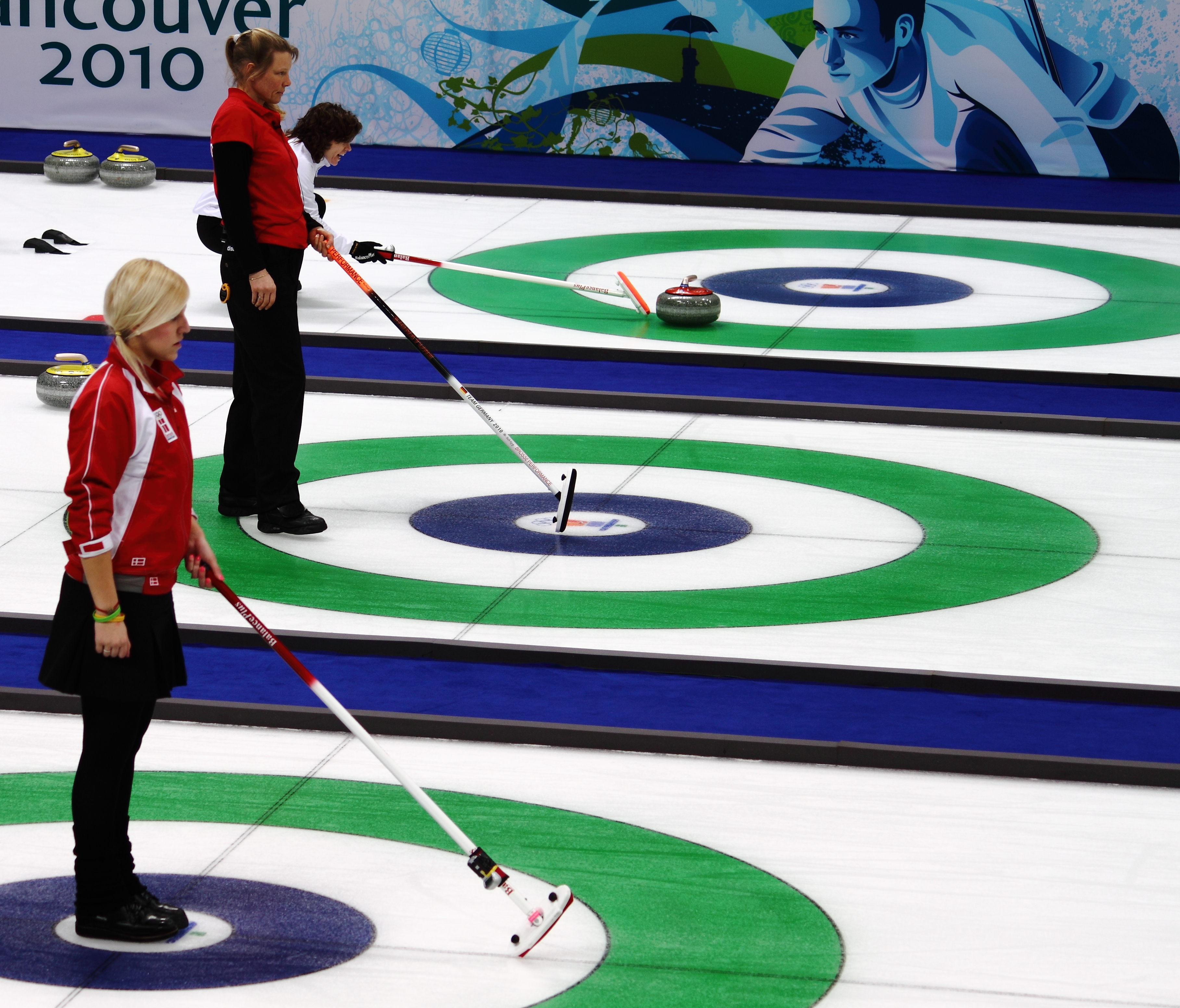
Skips Madeleine Dupont, Andrea Schöpp y Mirjam Ott sostienen sus escobas sobre el hielo en los Juegos Olímpicos de Invierno de 2010.

En general, el skip dirige al equipo y proporciona una dirección estratégica. El skip llama a los compañeros de equipo para que jueguen, a través de instrucciones verbales y gestos físicos. En muchos casos, los skips comunican la trayectoria planificada del tiro al golpear con su escoba en el hielo y el movimiento a otras piedras en el área de juego si están involucradas en el tiro planeado. El skip generalmente determina el peso, el giro y la línea requeridos de la piedra, y sostiene la escoba para que el jugador que la lanza apunte.
A medida que se lanza cada piedra, el skip llama a la línea del disparo y se comunica con los barrenderos mientras la piedra se desplaza por la hoja. El skip mide el camino de la piedra y pide a los barrenderos que barran para mantener el camino de la piedra. En la mayoría de los casos, el skip, tocando las cuartas piedras, debe poder lanzar estas últimas piedras cómodamente, una tarea difícil ya que las últimas piedras suelen ser las más cruciales hasta el final. Como persona que lanza las últimas piedras, el skip también debe tener un buen repertorio de tiros y la capacidad de ejecutar muchos tipos de tiros a voluntad.
A medida que avanza el juego, el skip debe evaluar diferentes aspectos del juego, como la sincronización de las rocas y las características de la hoja de curling, y utilizarlos para elegir los mejores tiros y tácticas. El skip debe poder leer el hielo y llamar al juego en consecuencia, teniendo en cuenta las condiciones del hielo. Además, el skip debe comprender el estilo de juego y las fortalezas de cada jugador de su equipo. Como capitán del equipo, el skip utiliza el conocimiento de los compañeros de equipo para tomar las decisiones de acuerdo a sus habilidades y orienta la estrategia del equipo hacia sus puntos fuertes. El skip también debe observar el juego de la oposición y señalar sus fortalezas y debilidades para dar forma a la estrategia del equipo para poner a la oposición en la menor ventaja.

## Momentos notables
- El ganador del Brier inaugural fue un equipo fortuito de cuatro saltos.[10]
- Si bien los saltos son más comúnmente cuartos, también han sido líderes (por ejemplo, Margaretha Sigfridsson), segundos (por ejemplo, Peter de Cruz) y tercios (por ejemplo, Randy Ferbey).
- En el Tim Hortons Brier 2015, el equipo inaugural de Canadá luchó por un comienzo 2-3. En un cambio bastante inusual, reordenaron su alineación con un nuevo salto y terminaron ganando el campeonato.[11]
- Para la temporada 2018-19, Kerri Einarson formó un nuevo equipo de todos los ex skips. Terminarían ganando campeonatos consecutivos del Scotties Tournament of Hearts (2020 y 2021).
- Se han producido "saltos en ausencia" en varios niveles del deporte. A continuación, se muestran algunos ejemplos notables:
  - El equipo Roth compitió en la temporada de curling 2019-20 con la exvicepresidente Tabitha Peterson como suplente.[12]
  - En la Copa de Campeones de 2019, el equipo Hasselborg de Suecia compitió con Eve Muirhead de Escocia como salto.[13]